# مويجة (دالة)

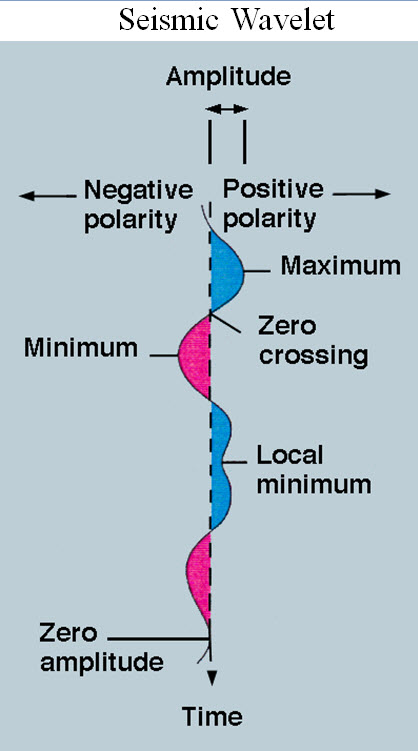
نظرية المويجة.

 المُوَيْجة هي تذبذب يشبه الموجة بسعة تبدأ من الصفر، وتزداد أو تنقص، ثم تعود إلى الصفر مرة واحدة أو أكثر. تسمى المويجات بـ «التذبذب القصير». تم وضع تصنيف للمويجات، بناءً على عدد واتجاه نبضاتها. تتمتع المويجات بخصائص محددة تجعلها مفيدة لمعالجة الإشارات.
وهي دالة من أساس التفكيك إلى مويجات، والتفكيك الدوال إلى مويجات تفكيك مماثل لما يسمى تحويل فورييه المنقطع، ويستخدم بشكل واسع في معالجة الإشارات. وهو يتوافق مع فكرة بديهية لدالة تمثل ذبذبة صغيرة ومن هنا أتى اسمها.
مع ذلك، فإنه له اختلافين أساسيين مع تحويل فورييه:
- يمكن أن نستعمل فيه أساس للدوال مختلفة وليس بالضرورة دوالا جيبية.
- هناك علاقة تربط بين عرض الغلاف وتردد الذبذبات: حيث يتم عمل تحاكي للمويجة وليس فقط ذبذبة.

ومع ذلك، فإنه ليس بتشكيل رياضي مختلفة عن تحويل فورييه، ولكنه مكمل له؛ فالتفكيك إلى مويجات يستعمل التشكيل الرياضي لفورييه.